# Ofensiva dos Cem Regimentos
A Ofensiva dos Cem Regimentos, também conhecida como Campanha dos Cem Regimentos (chinês: 百團大戰) (20 de agosto – 5 de dezembro de 1940) foi uma grande campanha das divisões do Exército Nacional Revolucionário do Partido Comunista Chinês. Foi comandado por Peng Dehuai contra o Exército Imperial Japonês na China Central. A batalha havia sido o foco da propaganda na história do Partido Comunista Chinês, mas se tornou o "crime" de Peng Dehuai durante a Revolução Cultural. Algumas questões relativas ao seu lançamento e consequências ainda são controversas.

## Antecedentes
Em 1939-1940, os japoneses lançaram mais de 109 pequenas campanhas envolvendo cerca de 1 000 combatentes cada e 10 grandes campanhas de 10 000 homens cada para eliminar guerrilheiros comunistas nas planícies de Hebei e Shandong . Além disso, o exército colaboracionista do Governo Nacional Reorganizado de Wang Jingwei teve sua ofensiva contra os guerrilheiros do PCC.
Também havia um sentimento geral entre as forças de resistência anti-japonesas – particularmente no Kuomintang – de que o PCC não estava contribuindo o suficiente para o esforço de guerra e que eles estavam interessados apenas em expandir sua base de poder. Foi nessas circunstâncias que o PCC planejou uma grande ofensiva para provar que estava ajudando o esforço de guerra e consertar as relações KMT-PCC.

## Batalha
O Exército Japonês da Área do Norte da China estimou a força dos regulares comunistas em cerca de 88 000 em dezembro de 1939. Dois anos depois, eles revisaram a estimativa para 140 000. Na véspera da batalha, as forças comunistas cresceram para uma força de 200 000 - 400 000 homens, em 105 regimentos. O extraordinário sucesso e expansão do 8º Exército de Rota contra os japoneses fez com que Zhu De e o resto da liderança militar esperassem que eles pudessem enfrentar o exército japonês e vencer.
Em 1940, o crescimento foi tão impressionante que Zhu De ordenou uma ofensiva coordenada pela maioria dos regulares comunistas (46 regimentos da 115ª Divisão, 47 da 129ª e 22 da 120ª) contra as cidades dominadas pelos japoneses e as linhas ferroviárias que as ligavam. De acordo com o comunicado oficial do PCC, a batalha começou no dia 20 de agosto. De 20 de agosto a 10 de setembro, as forças comunistas atacaram a linha férrea que separava as áreas de base comunistas, principalmente as de Dezhou a Shijiazhuang em Hebei, Shijiazhuang a Taiyuan no centro de Shanxi e Taiyuan a Datong no norte de Shanxi. Originalmente, a ordem de batalha de Peng consistia em 20 regimentos e em 22 de agosto ele descobriu que mais de 80 regimentos participaram, a maioria sem avisá-lo.
Eles conseguiram explodir pontes e túneis e arrancaram trilhos, e continuaram pelo resto de setembro atacando frontalmente as guarnições japonesas. Cerca 600 mi (970 km) de ferrovias foram destruídos e a mina de carvão de Jingxing - importante para a indústria de guerra japonesa - ficou inoperante por seis meses. Foi a maior vitória que o PCC travou e conquistou durante a guerra.
No entanto, de outubro a dezembro, os japoneses responderam com força, reafirmando o controle das linhas ferroviárias e conduzindo agressivas "operações de limpeza" nas áreas rurais ao seu redor. Em 22 de dezembro, Mao Tsé-tung disse a Peng Dehuai "Não declare o fim da ofensiva ainda. Chiang Kai-shek está lançando o clímax anticomunista e precisamos da influência da Batalha dos Cem Regimentos para ganhar propaganda."

## Resultados
O Oitavo Exército deixou dois relatórios, ambos baseados em estatísticas anteriores a 5 de dezembro, um alegando a morte ou ferimento de 12 645 japoneses e 5 153 soldados "fantoches"; a captura de 281 soldados japoneses e 1 407 fantoches; a deserção de 7 soldados japoneses e 1 845 fantoches; 293 pontos fortes tomados. O outro afirmava ter matado ou ferido 20 645 soldados japoneses e 5 155 soldados fantoches; a captura de 281 soldados japoneses e 18 407 fantoches; a deserção de 47 japoneses e 1 845 soldados fantoches desertados; 2 993 pontos fortes tomados. Esses dois registros foram baseados na mesma figura, mas separados em dois registros diferentes por motivo desconhecido. Isso totalizou 21 338 e 46 000 sucessos de combate, respectivamente. Em 2010, um artigo chinês de Pan Zeqin disse que o resultado do sucesso em combate deveria ser superior a 50 000. Não há números sobre o total de baixas nos registros militares japoneses, mas 276 mortos foram registrados para a 4ª Brigada Mista Independente e  133 mortos e 31 desaparecidos para a 2ª Brigada Mista Independente. Uma fonte ocidental registrou 20 900 baixas japonesas e cerca de 20 000 baixas de colaboracionistas.
Os chineses também registraram 474 km de ferrovia e 1 502 km de estrada sabotados, 213 pontes e 11 túneis explodidos e 37 estações destruídas. Mas os registros japoneses dão 73 pontes, 3 túneis e 5 torres d'água explodidas; 20 estações incendiadas e 117 incidentes de sabotagem ferroviária (no valor de 44 km). Os danos causados aos sistemas de comunicação consistiram em 1 333 postes cortados e 1 107 derrubados, com até 146 km de cabo cortado. Um local de mineração da Mina de Carvão de Jingxing também parou de operar por meio ano.

## Consequências
Quando o General Yasuji Okamura assumiu o comando do Exército da Área do Norte da China no verão de 1941, a nova estratégia era "Três Tudos", significando "matar tudo, queimar tudo e destruir tudo" nas áreas contendo forças anti-japonesas. Mao nunca mais montaria qualquer campanha de guerrilha convencional ou em massa durante a guerra.

## Controvérsias
Peng e Mao discordaram sobre como confrontar diretamente os japoneses desde pelo menos a Conferência de Luochuan em agosto de 1937, com Mao preocupado com as perdas comunistas para os japoneses bem equipados. Após o estabelecimento da República Popular, Mao teria dito a Lin Biao que "permitir que o Japão ocupe mais território é a única maneira de amar seu país. Caso contrário, teria se tornado um país que amava Chiang Kai-shek". Assim, a Ofensiva dos Cem Regimentos se tornou o último dos dois principais combates frontais comunistas contra os japoneses durante a guerra. Houve controvérsia de que Peng não tinha autorização, nem mesmo o conhecimento do Comitê Militar Central e de Mao Zedong. Já em 1945, a acusação de lançar batalhas sem avisar Mao havia aparecido na Conferência do Norte da China. Durante o Grande Salto Adiante, a oposição de Peng às políticas de Mao levou à sua queda e, em seguida, o lançamento da batalha tornou-se novamente uma ação criminosa na Revolução Cultural. Em 1967, o grupo da Guarda Vermelha da Universidade de Tsinghua, com o apoio do Comitê Central da Revolução Cultural, divulgou um panfleto dizendo "O desonesto Peng, junto com Zhu De, lançou a ofensiva para defender Chongqing e Xi'an... Ele rejeitou a instrução do presidente Mao e mobilizou 105 regimentos em um impulso aventureiro... O presidente Mao disse: 'Como pode Peng Dehuai fazer uma jogada tão grande sem me consultar? Nossas forças estão completamente reveladas. O resultado será terrível'".
Peng admitiu em suas memórias - Autobiografia de Peng Dehuai (彭德怀自述 / Péngdéhuái zìshù) - que ordenou o lançamento no final de julho, sem esperar o sinal verde do Comitê Militar Central e se arrependeu. Mas Pan Zeqin disse que era a memória incorreta de Peng, a data de início correta deveria ter sido oficialmente em 20 de agosto, então Peng realmente tinha luz verde. Nie Rongzhen defendeu Peng, afirmando que "há uma lenda de que o Comitê Militar Central não foi informado sobre a ofensiva com antecedência. Após investigação, descobrimos que o quartel-general do Oitavo Exército enviou um relatório para o topo. O relatório mencionou que iríamos atacar e sabotar a Ferrovia Zhentai. Sabotar uma ferrovia ou outra é muito comum na guerra de guerrilha, então é nosso trabalho de rotina. Isso não é uma questão estratégica e o Comitê não vai dizer não”. Ele não mencionou nenhuma data exata de lançamento. O consenso na China após a Revolução Cultural é geralmente de apoio à batalha. Mas um artigo chinês moderno afirmou que "Liu Bocheng tinha outra opinião sobre o lançamento arbitrário da batalha por Peng".
Embora tenha sido uma campanha bem-sucedida, Mao mais tarde a atribuiu como a principal provocação para a devastadora Política Japonesa dos Três Tudos, e a usou para criticar Peng na Conferência de Lushan; ao fazer isso, Mao desviou com sucesso as críticas por lançar o economicamente desastroso Grande Salto Adiante no ano anterior.

## Citações
1. ↑  Dillon, Michael (27 de outubro de 2014). Deng Xiaoping: The Man who Made Modern China (em inglês). [S.l.]: Bloomsbury Publishing. 79 páginas. ISBN 978-0-85772-467-0
2. 1 2  «说不尽的百团大战 (2)--中国共产党新闻--中国共产党新闻-人民网». Consultado em 5 de fevereiro de 2014. Arquivado do original em 29 de novembro de 2014
3. 1 2  中国抗日战争史(中) (em chinês). [S.l.]: 中国人民解放军军事科学院军事历史研究部. 1993
4. 1 2 3  Chinese-Soviet Relations, 1937–1945; Garver, John W.; p. 120.
5. ↑  Tower of Skulls: A History of the Asia-Pacific War, Vol 1: July 1937-May 1942'; Frank, Richard B.; p. 161.
6. ↑  Esses dois registros foram baseados na mesma fonte, mas separados em dois registros diferentes por motivo desconhecido.
7. ↑  王人广《关于百团大战战绩统计的依据问题》(Wang Renguang <Issue of the basis of result statistics of Hundred Regiments Offensive >),《抗日战争研究 (The Journal of Studies of China＇s Resistance War Against Japan ISSN 1002-9575)》1993 issue 3, p. 243
8. ↑  Senshi Sosho 支那事変陸軍作戦Shina Jihen Rikugun Sakusen<3>(Volume 88) Asagumo Shinbun-sha, July 1975 ASIN: B000J9D6AS, p. 256
9. ↑  『北支の治安戦(1)』ASIN: B000J9E2P6, p. 316
10. ↑  彭德怀自述 (The Autobiography of Peng Dehuai) People's Press 1981 ASIN: B00B1TF388  p. 240
11. ↑  Peasant Nationalism and Communist Power: The Emergence of Revolutionary China 1937–1945; Johnson, Chalmers A.; p. 57.
12. ↑  «百团大战内幕：80多个团参战"没打招呼"_历史_凤凰网». news.ifeng.com
13. ↑  «百团大战内幕：80多个团参战"没打招呼"_历史_凤凰网». news.ifeng.com
14. 1 2  王人广《关于百团大战战绩统计的依据问题》(Wang Renguang<Issue of the basis of result statistics of Hundred Regiments Offensive >),《抗日战争研究》1993年第3期, p. 243
15. ↑  《说不尽的百团大战》 Arquivado em 2014-11-29 no Wayback Machine (2)  中国共产党新闻>>资料查询>>档案·记忆>>史海回眸2007年06月04日08:43
16. ↑  《中国人民解放军全史》军事历史研究部 编，军事科学出版社，2000年，ISBN 7-80137-315-4，卷“中国人民解放军战役战斗总览”
17. ↑  『北支の治安戦（1）』ASIN: B000J9E2P6, p. 316
18. ↑  森松（1982）、136頁。
19. ↑  Andrew Bingham Kennedy, Can the Weak Defeat the Strong?
20. ↑  «毛泽东评彭德怀反省百团大战等问题：认错勉强_历史频道_凤凰网». news.ifeng.com
21. ↑  Original words:：1940 年 8 月——12 月，彭贼伙同朱德等发动了‘百团大战’，公然提出要‘保卫大后方’‘保卫重庆’‘保卫西安’……拒不执行毛主席提出的我军‘基本的是游击战，但不放弃有利条件下的运动战’的方针，大搞冒险主义、拼命主义，先后调动了一百零五个团，共四十万兵力……全线出击，打攻坚战、消耗战。百团大战，过早暴露了我军力量……毛主席早在百团大战进行时就严厉地批评了彭德怀等的错误做法，毛主席说：‘彭德怀干这么大事情也不跟我商量，我们的力量大暴露了，后果将是很坏。’---浙江省革命造反联合总指挥部：《毛主席革命路线胜利万岁--党内两条路线斗争大事记（1921-1968）》(Zhejiang Province Revolutionary Uprising Combined Headquarters:Long live the victory of Chairman Mao's revolution route-Chronicles of the conflict of two routes within Party 1921–1968) 1969 May, p. 79
22. ↑  The original texts are 实际上，百团大战发起日期是8月20日，比原定日期8月10日左右（《战役预备命令》中规定的）推迟了10天，而并非是提前了10天，这当是彭德怀记忆之误。此点说明百团大战不是彭德怀背着中共中央军委擅自发动的。
23. ↑  Original words:有种传说，说这个战役事先没有向中央军委报告。经过查对，在进行这次战役之前，八路军总部向中央报告过一个作战计划，那个报告上讲，要两面破袭正太路。破袭正太路，或者破袭平汉路，这是游击战争中经常搞的事情，可以说，这是我们的一种日常工作，不涉及什么战略问题。这样的作战计划，军委是不会反对的
24. ↑  «老帅中为何刘伯承最先被打倒：与彭德怀早有很深误会(2)--文史--人民网». history.people.com.cn. 16 de dezembro de 2011. Arquivado do original em 15 de março de 2012